# 2020–2021-es angol labdarúgó-bajnokság (első osztály)
A 2020-2021-es Premier League a 29. Premier League szezon, összességében pedig a 122. angol labdarúgó szezon volt. Az idény 2020. szeptember 12-én kezdődött és 2021. május 23-án ért véget. A bajnokság címvédője a Liverpool volt, amely 19. bajnoki címét nyerte meg az előző évadban. A szezon eredetileg 2020. augusztus 8-án kezdődött volna, de a COVID-19-járvány miatt a bajnokság indulását elhalasztották.
Ez lett volna a második szezon a Premier League történetében, amelyben februárban tartanak egy szünetet, de a halasztások miatt elvetették ezt az ötletet. Mint az előző szezon végén, ezen szezon kezdetén is csak korlátozott számú nézők lehettek a stadionokban.

## Csapatok

### Csapatváltozások
| Feljutott az első osztályba | Kiesett a másodosztályba |
| --------------------------- | ------------------------ |
| Fulham                      | Bournemouth              |
| Leeds United                | Norwich City             |
| West Bromwich Albion        | Watford                  |

A bajnokságon 20 csapat vesz részt: a tavalyi bajnokság bennmaradt 17 csapata, és 3 feljutó. A másodosztály első és második helyezettje (a Leeds United és a West Bromwich Albion) feljutott és a rájátszások után a Fulham. A 2019–2020-as szezon utolsó három helyezettje (a Bournemouth, a Watford és a Norwich City) viszont búcsúzott az élvonaltól és kiesett a másodosztályba.

### Stadionok és adatok
| Csapat                  | Város                             | Stadion                   | Befogadóképesség |
| ----------------------- | --------------------------------- | ------------------------- | ---------------- |
| Arsenal                 | London (Holloway)                 | Emirates Stadion          | 60 704           |
| Aston Villa             | Birmingham                        | Villa Park                | 42 785           |
| Brighton & Hove Albion  | Brighton                          | Falmer Stadion            | 30 750           |
| Burnley                 | Burnley                           | Turf Moor                 | 21 944           |
| Chelsea                 | London (Fulham)                   | Stamford Bridge           | 40 384           |
| Crystal Palace          | London (Selhurst)                 | Selhurst Park             | 25 486           |
| Everton                 | Liverpool (Walton)                | Goodison Park             | 39 414           |
| Fulham                  | London (Fulham)                   | Craven Cottage            | 19 000           |
| Leeds United            | Leeds                             | Elland Road               | 37 890           |
| Leicester City          | Leicester                         | King Power Stadion        | 32 312           |
| Liverpool               | Liverpool (Anfield)               | Anfield Stadion           | 53 394           |
| Manchester City         | Manchester                        | Etihad Stadion            | 55 097           |
| Manchester United       | Old Trafford (Greater Manchester) | Old Trafford              | 74 879           |
| Newcastle United        | Newcastle upon Tyne               | St. James' Park           | 52 388           |
| Sheffield United        | Sheffield                         | Bramall Lane              | 32 125           |
| Southampton             | Southampton                       | St. Mary's Stadion        | 32 505           |
| Tottenham Hotspur       | London (Tottenham)                | Tottenham Hotspur Stadion | 62 303           |
| West Bromwich Albion    | West Bromwich                     | The Hawthorns             | 26 850           |
| West Ham United         | London (Stratford)                | London Stadion            | 60 000           |
| Wolwerhampton Wanderers | Wolverhampton                     | Molineux Stadion          | 32 050           |

### Csapatok adatai
| Csapat                  | Vezetőedző          | Csapatkapitány            | Mezgyártó    | Mezszponzor (mellkas)         | Mezszponzor (bal kar) |
| ----------------------- | ------------------- | ------------------------- | ------------ | ----------------------------- | --------------------- |
| Arsenal                 | Mikel Arteta        | Pierre-Emerick Aubameyang | Adidas       | Emirates                      | Visit Rwanda          |
| Aston Villa             | Dean Smith          | Jack Grealish             | Kappa        | Cazoo                         | LT                    |
| Brighton & Hove Albion  | Graham Potter       | Lewis Dunk                | Nike         | American Express              | SnickersUK.com        |
| Burnley                 | Sean Dyche          | Ben Mee                   | Umbro        | LoveBet                       | LoveBet               |
| Chelsea                 | Frank Lampard       | César Azpilicueta         | Nike         | Three                         | Hyundai               |
| Crystal Palace          | Roy Hodgson         | Luka Milivojević          | Puma         | W88                           | Iqoniq                |
| Everton                 | Carlo Ancelotti     | Séamus Coleman            | Hummel       | Cazoo                         | n.a.                  |
| Fulham                  | Scott Parker        | Tom Cairney               | Adidas       | BetVictor                     | ClearScore            |
| Leeds United            | Marcelo Bielsa      | Liam Cooper               | Adidas       | SBOTOP                        | JD Sports             |
| Leicester City          | Brendan Rodgers     | Wes Morgan                | Adidas       | Tourism Authority of Thailand | Bia Saigon            |
| Liverpool               | Jürgen Klopp        | Jordan Henderson          | Nike         | Standard Chartered            | n.a.                  |
| Manchester City         | Pep Guardiola       | Fernandinho               | Puma         | Etihad Airways                | Nexen Tire            |
| Manchester United       | Ole Gunnar Solskjær | Harry Maguire             | Adidas       | Chevrolet                     | Kohler                |
| Newcastle United        | Steve Bruce         | Jamaal Lascelles          | Puma         | Fun88                         | ICM.com               |
| Sheffield United        | Chris Wilder        | Billy Sharp               | Adidas       | Union Standard Group          | Union Standard Group  |
| Southampton             | Ralph Hasenhüttl    | James Ward-Prowse         | Under Armour | Sportsbet.io                  | Virgin Media          |
| Tottenham Hotspur       | José Mourinho       | Hugo Lloris               | Nike         | AIA                           | n.a.                  |
| West Bromwich Albion    | Sam Allardyce       | Jake Livermore            | Puma         | Ideal Boilers                 | 12BET                 |
| West Ham United         | David Moyes         | Mark Noble                | Umbro        | Betway                        | ScopeMarkets          |
| Wolwerhampton Wanderers | Nuno Espírito Santo | Conor Coady               | Adidas       | ManBetX                       | Aeroset               |

### Vezetőedző váltások
| Csapat               | Távozó edző   | Ok                  | Dátum              | Helyezés a tabellán | Érkező edző                    | Dátum              |
| -------------------- | ------------- | ------------------- | ------------------ | ------------------- | ------------------------------ | ------------------ |
| West Bromwich Albion | Slaven Bilić  | Menesztették        | 2020. december 16. | 19.                 | Sam Allardyce                  | 2020. december 17. |
| Chelsea              | Frank Lampard | Menesztették        | 2021. január 25.   | 9.                  | Thomas Tuchel                  | 2021. január 26.   |
| Sheffield United     | Chris Wilder  | Közös megegyezéssel | 2021. március 13.  | 20.                 | Paul Heckingbottom (megbízott) | 2021. március 13.  |
| Tottenham Hotspur    | José Mourinho | Menesztették        | 2021. április 19.  | 7.                  | Ryan Mason (megbízott)         | 2021. április 19.  |

## Tabella
| Hely. | Csapat                     | M  | Gy | D  | V  | G+ | G– | Gk  | P  | Továbbjutás vagy kiesés            |
| ----- | -------------------------- | -- | -- | -- | -- | -- | -- | --- | -- | ---------------------------------- |
| 1.    | Manchester City (B)        | 38 | 27 | 5  | 6  | 83 | 32 | +51 | 86 | Bajnokok Ligája-csoportkör         |
| 2.    | Manchester United          | 38 | 21 | 11 | 6  | 73 | 44 | +29 | 74 | Bajnokok Ligája-csoportkör         |
| 3.    | Liverpool CV               | 38 | 20 | 9  | 9  | 68 | 42 | +26 | 69 | Bajnokok Ligája-csoportkör         |
| 4.    | Chelsea                    | 38 | 19 | 10 | 9  | 58 | 36 | +22 | 67 | Bajnokok Ligája-csoportkör         |
| 5.    | Leicester City (C)         | 38 | 20 | 6  | 12 | 68 | 50 | +18 | 66 | Európa-liga-csoportkör             |
| 6.    | West Ham United            | 38 | 19 | 8  | 11 | 62 | 47 | +15 | 65 | Európa-liga 2. selejtezőkör        |
| 7.    | Tottenham Hotspur          | 38 | 18 | 8  | 12 | 68 | 45 | +23 | 62 | Európa Konferencia Liga, rájátszás |
| 8.    | Arsenal                    | 38 | 18 | 7  | 13 | 55 | 39 | +16 | 61 |                                    |
| 9.    | Leeds United Ú             | 38 | 18 | 5  | 15 | 62 | 54 | +8  | 59 |                                    |
| 10.   | Everton                    | 38 | 17 | 8  | 13 | 47 | 48 | −1  | 59 |                                    |
| 11.   | Aston Villa                | 38 | 16 | 7  | 15 | 55 | 46 | +9  | 55 |                                    |
| 12.   | Newcastle United           | 38 | 12 | 9  | 17 | 46 | 62 | −16 | 45 |                                    |
| 13.   | Wolverhampton Wanderers    | 38 | 12 | 9  | 17 | 36 | 52 | −16 | 45 |                                    |
| 14.   | Crystal Palace             | 38 | 12 | 8  | 18 | 41 | 66 | −25 | 44 |                                    |
| 15.   | Southampton                | 38 | 12 | 7  | 19 | 47 | 68 | −21 | 43 |                                    |
| 16.   | Brighton & Hove Albion     | 38 | 9  | 14 | 15 | 40 | 46 | −6  | 41 |                                    |
| 17.   | Burnley                    | 38 | 10 | 9  | 19 | 33 | 55 | −22 | 39 |                                    |
| 18.   | Fulham Ú (K)               | 38 | 5  | 13 | 20 | 27 | 53 | −26 | 28 | Kiesik az EFL Championshipbe       |
| 19.   | West Bromwich Albion Ú (K) | 38 | 5  | 11 | 22 | 35 | 76 | −41 | 26 | Kiesik az EFL Championshipbe       |
| 20.   | Sheffield United (K)       | 38 | 7  | 2  | 29 | 20 | 63 | −43 | 23 | Kiesik az EFL Championshipbe       |

## Eredmények
| Hazai \ Vendég          | ARS | AVL | BHA | BUR | CHE | CRY | EVE | FUL | LEE | LEI | LIV | MCI | MUN | NEW | SHU | SOU | TOT | WBA | WHU | WOL |
| ----------------------- | --- | --- | --- | --- | --- | --- | --- | --- | --- | --- | --- | --- | --- | --- | --- | --- | --- | --- | --- | --- |
| Arsenal                 | —   | 0–3 | 2–0 | 0–1 | 3–1 | 0–0 | 0–1 | 1–1 | 4–2 | 0–1 | 0–3 | 0–1 | 0–0 | 3–0 | 2–1 | 1–1 | 2–1 | 3–1 | 2–1 | 1–2 |
| Aston Villa             | 1–0 | —   | 1–2 | 0–0 | 2–1 | 3–0 | 0–0 | 3–1 | 0–3 | 1–2 | 7–2 | 1–2 | 1–3 | 2–0 | 1–0 | 3–4 | 0–2 | 2–2 | 1–3 | 0–0 |
| Brighton & Hove Albion  | 0–1 | 0–0 | —   | 0–0 | 1–3 | 1–2 | 0–0 | 0–0 | 2–0 | 1–2 | 1–1 | 3–2 | 2–3 | 3–0 | 1–1 | 1–2 | 1–0 | 1–1 | 1–1 | 3–3 |
| Burnley                 | 1–1 | 3–2 | 1–1 | —   | 0–3 | 1–0 | 1–1 | 1–1 | 0–4 | 1–1 | 0–3 | 0–2 | 0–1 | 1–2 | 1–0 | 0–1 | 0–1 | 0–0 | 1–2 | 2–1 |
| Chelsea                 | 0–1 | 1–1 | 0–0 | 2–0 | —   | 4–0 | 2–0 | 2–0 | 3–1 | 2–1 | 0–2 | 1–3 | 0–0 | 2–0 | 4–1 | 3–3 | 0–0 | 2–5 | 3–0 | 0–0 |
| Crystal Palace          | 1–3 | 3–2 | 1–1 | 0–3 | 1–4 | —   | 1–2 | 0–0 | 4–1 | 1–1 | 0–7 | 0–2 | 0–0 | 0–2 | 2–0 | 1–0 | 1–1 | 1–0 | 2–3 | 1–0 |
| Everton                 | 2–1 | 1–2 | 4–2 | 1–2 | 1–0 | 1–1 | —   | 0–2 | 0–1 | 1–1 | 2–2 | 1–3 | 1–3 | 0–2 | 0–1 | 1–0 | 2–2 | 5–2 | 0–1 | 1–0 |
| Fulham                  | 0–3 | 0–3 | 0–0 | 0–2 | 0–1 | 1–2 | 2–3 | —   | 1–2 | 0–2 | 1–1 | 0–3 | 1–2 | 0–2 | 1–0 | 0–0 | 0–1 | 2–0 | 0–0 | 0–1 |
| Leeds United            | 0–0 | 0–1 | 0–1 | 1–0 | 0–0 | 2–0 | 1–2 | 4–3 | —   | 1–4 | 1–1 | 1–1 | 0–0 | 5–2 | 2–1 | 3–0 | 3–1 | 3–1 | 1–2 | 0–1 |
| Leicester City          | 1–3 | 0–1 | 3–0 | 4–2 | 2–0 | 2–1 | 0–2 | 1–2 | 1–3 | —   | 3–1 | 0–2 | 2–2 | 2–4 | 5–0 | 2–0 | 2–4 | 3–0 | 0–3 | 1–0 |
| Liverpool               | 3–1 | 2–1 | 0–1 | 0–1 | 0–1 | 2–0 | 0–2 | 0–1 | 4–3 | 3–0 | —   | 1–4 | 0–0 | 1–1 | 2–1 | 2–0 | 2–1 | 1–1 | 2–1 | 4–0 |
| Manchester City         | 1–0 | 2–0 | 1–0 | 5–0 | 1–2 | 4–0 | 5–0 | 2–0 | 1–2 | 2–5 | 1–1 | —   | 0–2 | 2–0 | 1–0 | 5–2 | 3–0 | 1–1 | 2–1 | 4–1 |
| Manchester United       | 0–1 | 2–1 | 2–1 | 3–1 | 0–0 | 1–3 | 3–3 | 1–1 | 6–2 | 1–2 | 2–4 | 0–0 | —   | 3–1 | 1–2 | 9–0 | 1–6 | 1–0 | 1–0 | 1–0 |
| Newcastle United        | 0–2 | 1–1 | 0–3 | 3–1 | 0–2 | 1–2 | 2–1 | 1–1 | 1–2 | 1–2 | 0–0 | 3–4 | 1–4 | —   | 1–0 | 3–2 | 2–2 | 2–1 | 3–2 | 1–1 |
| Sheffield United        | 0–3 | 1–0 | 1–0 | 1–0 | 1–2 | 0–2 | 0–1 | 1–1 | 0–1 | 1–2 | 0–2 | 0–1 | 2–3 | 1–0 | —   | 0–2 | 1–3 | 2–1 | 0–1 | 0–2 |
| Southampton             | 1–3 | 0–1 | 1–2 | 3–2 | 1–1 | 3–1 | 2–0 | 3–1 | 0–2 | 1–1 | 1–0 | 0–1 | 2–3 | 2–0 | 3–0 | —   | 2–5 | 2–0 | 0–0 | 1–2 |
| Tottenham Hotspur       | 2–0 | 1–2 | 2–1 | 4–0 | 0–1 | 4–1 | 0–1 | 1–1 | 3–0 | 0–2 | 1–3 | 2–0 | 1–3 | 1–1 | 4–0 | 2–1 | —   | 2–0 | 3–3 | 2–0 |
| West Bromwich Albion    | 0–4 | 0–3 | 1–0 | 0–0 | 3–3 | 1–5 | 0–1 | 2–2 | 0–5 | 0–3 | 1–2 | 0–5 | 1–1 | 0–0 | 1–0 | 3–0 | 0–1 | —   | 1–3 | 1–1 |
| West Ham United         | 3–3 | 2–1 | 2–2 | 1–0 | 0–1 | 1–1 | 0–1 | 1–0 | 2–0 | 3–2 | 1–3 | 1–1 | 1–3 | 0–2 | 3–0 | 3–0 | 2–1 | 2–1 | —   | 4–0 |
| Wolverhampton Wanderers | 2–1 | 0–1 | 2–1 | 0–4 | 2–1 | 2–0 | 1–2 | 1–0 | 1–0 | 0–0 | 0–1 | 1–3 | 1–2 | 1–1 | 1–0 | 1–1 | 1–1 | 2–3 | 2–3 | —   |

## Statisztikák
2021. május 24-i állapotnak megfelelően.

### Góllövőlista
| Helyezés | Játékosok             | Klub              | Gólok száma |
| -------- | --------------------- | ----------------- | ----------- |
| 1        | Harry Kane            | Tottenham Hotspur | 23          |
| 2        | Mohamed Szaláh        | Liverpool         | 22          |
| 3        | Bruno Fernandes       | Manchester United | 18          |
| 4        | Szon Hungmin          | Tottenham Hotspur | 17          |
| 4        | Patrick Bamford       | Leeds United      | 17          |
| 6        | Dominic Calvert-Lewin | Everton           | 16          |
| 7        | Jamie Vardy           | Leicester City    | 15          |
| 8        | Ollie Watkins         | Aston Villa       | 14          |
| 9        | İlkay Gündoğan        | Manchester City   | 13          |
| 9        | Alexandre Lacazette   | Arsenal           | 13          |

### A legtöbb gólpasszt adó játékosok
| Helyezés | Játékos         | Klub                     | Gólpasszok száma |
| -------- | --------------- | ------------------------ | ---------------- |
| 1        | Harry Kane      | Tottenham Hotspur        | 14               |
| 2        | Kevin De Bruyne | Manchester City          | 12               |
| 2        | Bruno Fernandes | Manchester United        | 12               |
| 4        | Jack Grealish   | Aston Villa              | 10               |
| 4        | Szon Hungmin    | Tottenham Hotspur        | 10               |
| 6        | Marcus Rashford | Manchester United        | 9                |
| 6        | Jamie Vardy     | Leicester City           | 9                |
| 6        | Raphinha        | Leeds United             | 9                |
| 9        | Jack Harrison   | Leeds United             | 7                |
| 9        | Aaron Cresswell | West Ham United          | 7                |
| 9        | Timo Werner     | Chelsea                  | 7                |
| 9        | Pascal Groß     | Brighton and Hove Albion | 7                |

### Mesterhármasok
| Játékos                   | Csapat            | Ellenfél                | Végeredmény | Dátum                |
| ------------------------- | ----------------- | ----------------------- | ----------- | -------------------- |
| Mohamed Szaláh            | Liverpool         | Leeds United            | 4–3 (H)     | 2020. szeptember 12. |
| Dominic Calvert-Lewin     | Everton           | West Bromwich Albion    | 5–2 (H)     | 2020. szeptember 19. |
| Szon Hungmin4             | Tottenham Hotspur | Southampton             | 5–2 (V)     | 2020. szeptember 20. |
| Jamie Vardy               | Leicester City    | Manchester City         | 5–2 (V)     | 2020. szeptember 27. |
| Ollie Watkins             | Aston Villa       | Liverpool               | 7–2 (H)     | 2020. október 4.     |
| Patrick Bamford           | Leeds United      | Aston Villa             | 3–0 (V)     | 2020. október 23.    |
| Rijad Mahrez              | Manchester City   | Burnley                 | 5–0 (H)     | 2020. november 28.   |
| Pierre-Emerick Aubameyang | Arsenal           | Leeds United            | 4–2 (H)     | 2021. február 14.    |
| Kelechi Iheanacho         | Leicester City    | Sheffield United        | 5–0 (H)     | 2021. március 14.    |
| Chris Wood                | Burnley           | Wolverhampton Wanderers | 4–0 (V)     | 2021. április 25.    |
| Gareth Bale               | Tottenham Hotspur | Sheffield United        | 4–0 (H)     | 2021. május 2.       |
| Ferrán Torres             | Manchester City   | Newcastle United        | 4–3 (V)     | 2021. május 14.      |

Notes
4 A játékos 4 gólt szerzett.
(H) – Hazai csapat
(A) – Vendég csapat

### A legtöbb kapott gól nélküli mérkőzés
| Helyezés    | Játékos           | Klub                             | Kapott gól nélküli mérkőzés |
| ----------- | ----------------- | -------------------------------- | --------------------------- |
| 1           | Ederson           | Manchester City                  | 19                          |
| 2           | Édouard Mendy     | Chelsea                          | 16                          |
| 3           | Emiliano Martínez | Aston Villa                      | 15                          |
| 4           | Kasper Schmeichel | Leicester City                   | 11                          |
| Nick Pope   | Burnley           |                                  | 11                          |
| Hugo Lloris | Tottenham Hotspur |                                  | 11                          |
| 7           | Robert Sánchez    | Brighton & Hove Albion           | 10                          |
| 7           | Rui Patrício      | Wolverhampton Wanderers          | 10                          |
| 7           | Illan Meslier     | Leeds United                     | 10                          |
| 7           | Bernd Leno        | Arsenal                          | 10                          |
| 12          | Łukasz Fabiański  | West Ham United                  | 9                           |
| 12          | Alphonse Aréola   | Fulham                           | 9                           |
| 12          | David de Gea      | Manchester United                | 9                           |
| 12          | Jordan Pickford   | Everton                          | 9                           |
| 16          | Vicente Guaita    | Crystal Palace                   | 8                           |
| 16          | Alisson           | Liverpool                        | 8                           |
| 18          | Alex McCarthy     | Southampton                      | 7                           |
| 19          | Sam Johnston      | West Bromwich Albion             | 6                           |
| 20          | Dean Henderson    | Manchester United                | 5                           |
| 21          | Karl Darlow       | Newcastle United                 | 4                           |
| 22          | Aaron Ramsdale    | Sheffield United                 | 3                           |
| 22          | Mathew Ryan       | Brighton & Hove Albion / Arsenal | 3                           |
| 24          | Fraser Forster    | Southampton                      | 2                           |
| 24          | Robin Olsen       | Everton                          | 2                           |
| 24          | Kepa Arrizabalaga | Chelsea                          | 2                           |
| 27          | Rúnar Rúnarsson   | Arsenal                          | 1                           |
| 27          | Caoimhín Kelleher | Liverpool                        | 1                           |
| 27          | Adrián            | Liverpool                        | 1                           |
| 27          | João Virgínia     | Everton                          | 1                           |
| 27          | Darren Randolph   | West Ham United                  | 1                           |
| 27          | Martin Dúbravka   | Newcastle United                 | 1                           |
| 27          | John Ruddy        | Wolverhampton Wanderers          | 1                           |

### Egyéb

#### Játékosok
- A legtöbb sárga lap: 11[27]
  -  Harry Maguire (Manchester United)
  -  John McGinn (Aston Villa)
- A legtöbb piros lap: 2[28]
  -  Lewis Dunk (Brighton & Hove Albion)

#### Klub
- A legtöbb sárga lap: 70[29]
  - Sheffield United
- A legtöbb piros lap: 6[30]
  - Brighton & Hove Albion

## Díjak

### Hónap díjai
| Hónap      | A hónap edzője      | A hónap edzője          | A hónap játékosa      | A hónap játékosa  | A hónap gólja    | A hónap gólja     | jegyzet              |
| Hónap      | Edző                | Klub                    | Játékos               | Klub              | Játékos          | Klub              | jegyzet              |
| ---------- | ------------------- | ----------------------- | --------------------- | ----------------- | ---------------- | ----------------- | -------------------- |
| Szeptember | Carlo Ancelotti     | Everton                 | Dominic Calvert-Lewin | Everton           | James Maddison   | Leicester City    | [ 31 ] [ 32 ] [ 33 ] |
| Október    | Nuno Espírito Santo | Wolverhampton Wanderers | Szon Hungmin          | Tottenham Hotspur | Manuel Lanzini   | West Ham United   | [ 34 ] [ 35 ] [ 36 ] |
| November   | José Mourinho       | Tottenham Hotspur       | Bruno Fernandes       | Manchester United | Ola Aina         | Fulham            | [ 37 ] [ 38 ] [ 39 ] |
| December   | Dean Smith          | Aston Villa             | Bruno Fernandes       | Manchester United | Sébastien Haller | West Ham United   | [ 40 ] [ 41 ] [ 42 ] |
| Január     | Pep Guardiola       | Manchester City         | İlkay Gündoğan        | Manchester City   | Mohamed Szaláh   | Liverpool         | [ 43 ] [ 44 ] [ 45 ] |
| Február    | Pep Guardiola       | Manchester City         | İlkay Gündoğan        | Manchester City   | Bruno Fernandes  | Manchester United | [ 46 ] [ 47 ] [ 48 ] |
| Március    | Thomas Tuchel       | Chelsea                 | Kelechi Iheanacho     | Leicester City    | Erik Lamela      | Tottenham Hotspur | [ 49 ] [ 50 ] [ 51 ] |
| Április    | Steve Bruce         | Newcastle United        | Jesse Lingard         | West Ham United   | Jesse Lingard    | West Ham United   | [ 52 ] [ 53 ] [ 54 ] |

### Éves díjak
| Díj                   | Győztes    | Klub            |
| --------------------- | ---------- | --------------- |
| FWA Az Év Labdarúgója | Rúben Dias | Manchester City |